# Lijnden (Gelderland)
Lijnden is een buurtschap bij Elst in de Nederlandse gemeente Overbetuwe, gelegen in de provincie Gelderland. Lijnden ligt tussen Elst en Valburg aan de N836.

## Boerderijen
Enkele boerderijen staan op de gemeentelijke monumentenlijst.

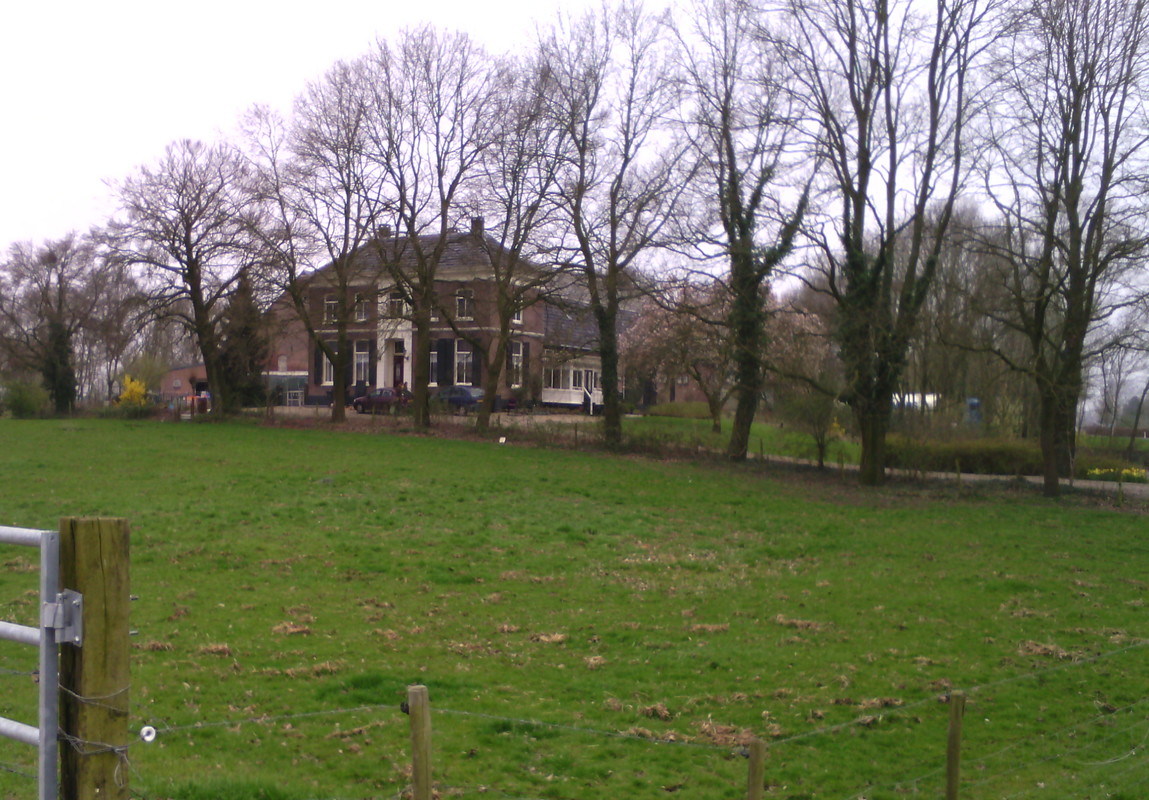
Boerderij De Hucht aan Valburgseweg
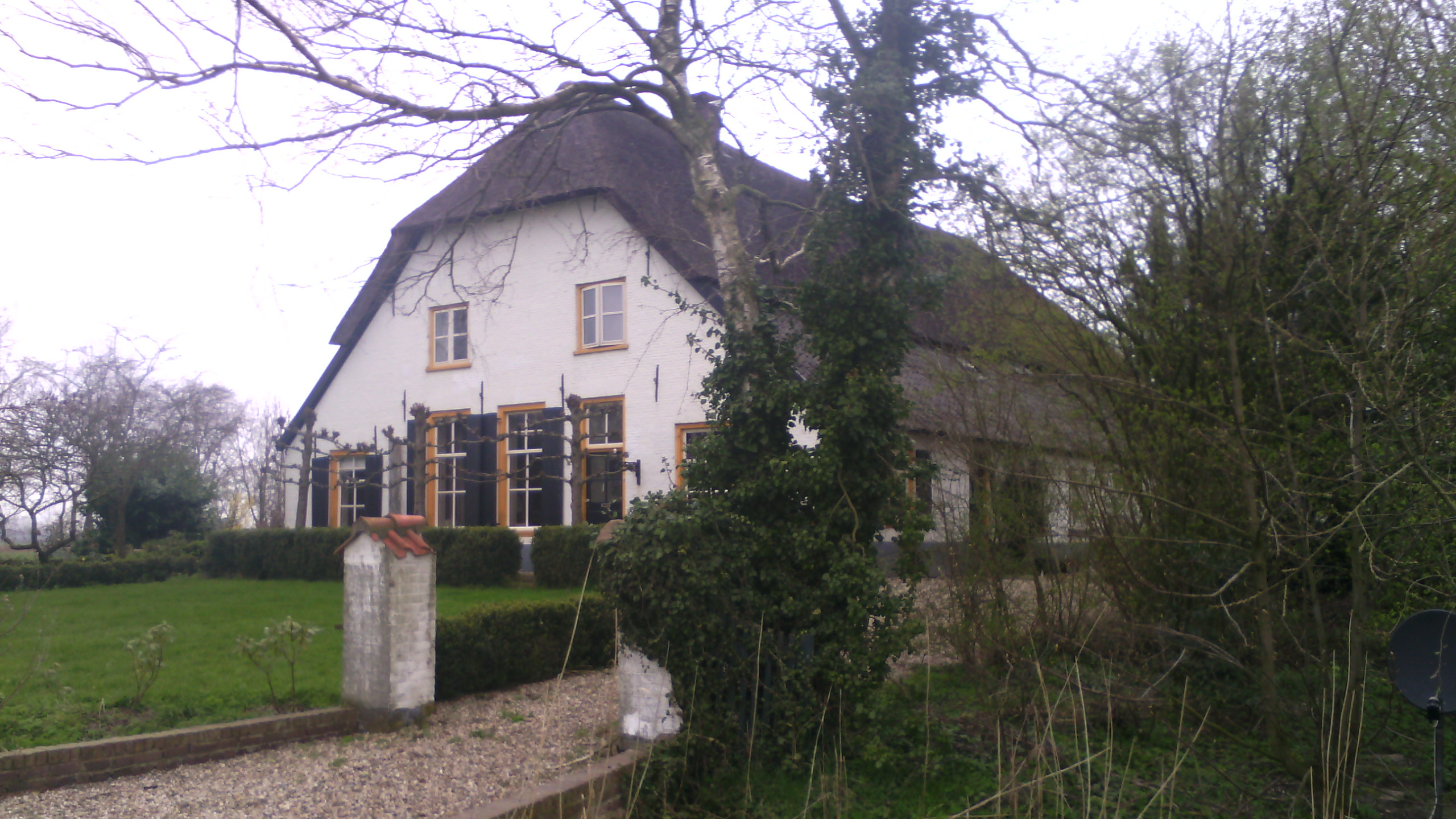
Boerderij De Tobbenhof aan Tobbenhofsestraat

Dorpen: Andelst · Driel · Elst · Hemmen · Herveld · Heteren · Oosterhout · Randwijk · Slijk-Ewijk · Valburg · Zetten

Buurtschappen en gehuchten: Aam · Bredelaar · Eimeren · Herveld-Noord · Herveld-Zuid · Homoet · Indoornik · Keulse Kamp · Lakemond (deels) · Leedjes · Lijnden · Loenen · Merm · Raayen · Reeth · Snodenhoek · Wolferen

Gelderland: Steden en dorpen in Gelderland      Nederland: Provincies · Gemeenten